# Microrregión de Ituporanga
La microrregión de Ituporanga es una de las microrregiones del estado brasileño de Santa Catarina perteneciente a la mesorregión Valle del Itajaí. Su población fue recenseada en 2010 por el IBGE en 55.780 habitantes y está dividida en siete municipios. Posee un área total de 1.530,185 km².

## Municipios
- Atalanta
- Chapadão do Lageado
- Imbuia
- Ituporanga
- Petrolândia
- Vidal Ramos

- Datos: Q937962